# Тячевская городская община
Тячевская городская общи́на (укр. Тячівська міська громада) — территориальная община в Тячевском районе Закарпатской области Украины. Община образована 21 августа 2015 года путем объединения Тячевского горсовета и Лазовского и Русско-Полевского сельсоветов Тячевского района.
Административный центр — город Тячев.
Население составляет 19 513 человек. Площадь — 98,9 км².

## Населённые пункты
В состав общины входит 1 город (Тячев) и 4 села:
- Лазы
- Округлая
- Русское Поле
- Тячевка